# Régis Dumange
Régis Dumange, né le 14 septembre 1951[Où ?] est un homme d'affaires français. Président du conseil d'administration de l'entreprise Textilot Plus, entreprise de prêt-à-porter créée en 1974. Il est également président-directeur général et actionnaire du club de rugby de l'USON Nevers rugby, évoluant en Pro D2 et vice-président de la Ligue nationale de rugby depuis le 26 septembre 2023.
En 2020, sa fortune personnelle est estimée à environ 120 millions d'euros, le plaçant dans le classement des 500 plus grandes fortunes de France.

## Éléments biographiques

### Textilot Plus
Régis Dumange est PDG de Textilot Plus,  un groupe de distribution de prêt-à-porter basé à Varennes-Vauzelles dans la Nièvre, dont il est aussi l'unique actionnaire, et le fondateur.  Il est classé comme la 400e plus grande fortune de France en 2016 avec un chiffre estimé de 150 millions d'euros. Il a fondé cette entreprise Textilot en 1974. Ses produits sont distribués dans les moyennes et grandes surfaces sous l’appellation « Plus ». Il emploie environ 565 personnes en France dont 180 dans la périphérie de Nevers, pour un chiffre d’affaires de près de 200 millions d’euros.

### Activités dans le rugby à XV
En 2009, Régis Dumange devient président-directeur général et actionnaire majoritaire de l'Union sportive olympique nivernaise, club de rugby à XV français qui se situe à Nevers dans la Nièvre et qui évolue actuellement en Pro D2. Il prend les rênes du club via la SASP USON rugby Plus et a la charge des équipes seniors alors que l'association USON rugby garde la charge de l'école de rugby et des équipes jeunes. Il est lui-même un ancien joueur où il a pratiqué pendant 15 ans.
À partir de 2013, il investit via sa fortune personnelle dans le réaménagement quasi intégral du stade du Pré Fleuri, terrain de jeu de l'USON. À ce jour, le stade dispose aujourd'hui de 7500 places dont 7100 assises et couvertes.
En juillet 2018, il est élu au sein du comité directeur de la Ligue nationale de rugby en tant que représentant des clubs de Pro D2. Il quitte ce poste en 2021. Depuis le 27 septembre 2021, il est membre du bureau de l'Union des clubs professionnels de rugby, syndicat regroupant les clubs professionnels de Top 14 et de Pro D2.
Il réintègre le comité directeur de la LNR en juillet 2023, toujours en tant que représentant des clubs de Pro D2. Lors du comité directeur du 26 septembre 2023, il est élu au sein du bureau, en remplacement de Frédéric Calamel en tant que vice-président issu du collège de Pro D2. Il assure également la présidence de la comission stades de la LNR. Il est réélu au sein du comité directeur de la LNR le 13 mars 2025.